# حزقيال كارلوس باليجر
حزقيال كارلوس باليجر (بالإسبانية: Juan Carlos Balaguer Zamora)‏ هو لاعب كرة قدم إسباني، ولد في 6 مايو 1966 في بلنسية في إسبانيا. لعب مع ريال مورسيا ونادي ألباسيتي ونادي ليفانتي.

## وصلات خارجية
- حزقيال كارلوس باليجر على موقع قاعدة بيانات كرة القدم.إي يو (الإنجليزية)